# FN-universitetet

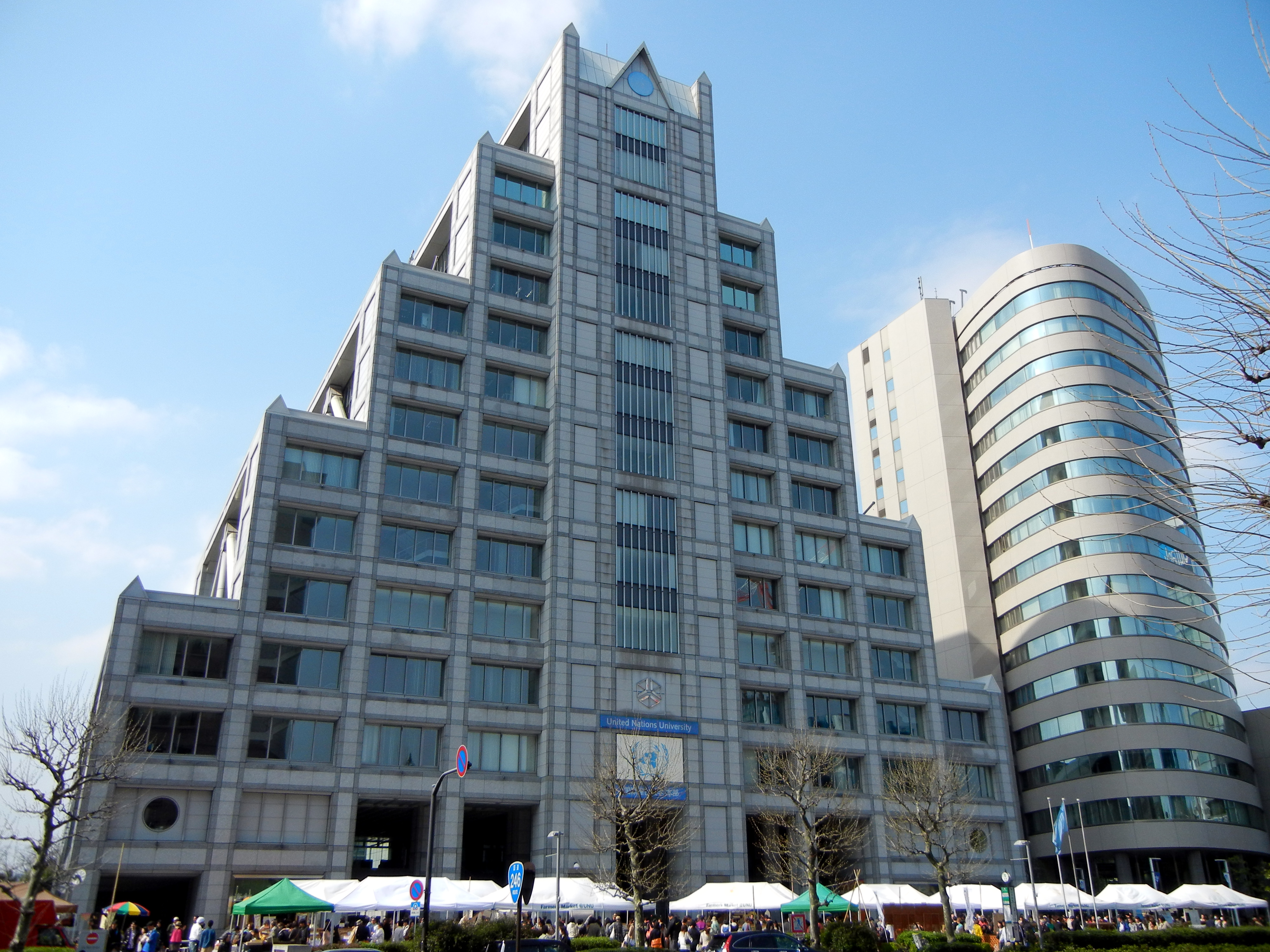
Universitetets huvudbyggnad

FN-universitetet (engelska: United Nations University, japanska: 国際連合大学 (Kokusai Rengō Daigaku), förkortat: UNU), som inrättades 1973, är Förenta nationernas akademiska gren och forskningsgren. Huvudkontoret ligger i Shibuya, Tokyo, Japan, med diplomatisk status som FN-institution. Sedan 2010 har UNU godkänts av Förenta nationernas generalförsamling för att bevilja examina. Det är också en bro mellan FN och den internationella akademiska, politiska beslutsfattande och privata sektorn.
År 2020-2021 var universitetets budget 51,1 miljoner dollar.
FN-universitetet består av 14 olika institut som ligger i 12 olika länder. Universitetets säte ligger i Tokyo.
Sedan 2013 har David M. Malone från Kanada fungerat som universitetets rektor. Han blev omvald 2017.